# Лехово (Польща)
Лехово (пол. Lechowo, нім. Lichtenau) — село в Польщі, у гміні Пененжно Браневського повіту Вармінсько-Мазурського воєводства.
Населення — 238 осіб (2011).
У 1975-1998 роках село належало до Ельблонзького воєводства.

## Демографія
Демографічна структура станом на 31 березня 2011 року:
|          | Загалом | Допрацездатний вік | Працездатний вік | Постпрацездатний вік |
| -------- | ------- | ------------------ | ---------------- | -------------------- |
| Чоловіки | 119     | 22                 | 82               | 15                   |
| Жінки    | 119     | 23                 | 66               | 30                   |
| Разом    | 238     | 45                 | 148              | 45                   |